# Aenigmarchaeota
Aenigmarchaeota es un filo candidato del dominio Archaea propuesto en 2013. Han sido encontradas en las aguas residuales de minas y en sedimentos de fuentes termales. Son simbiontes obligados de las bacterias del filo Chloroflexota. Forma parte reino Nanobdellati junto con otros filos de nanoarqueas.